# 1972年ミュンヘンオリンピックの東ドイツ選手団
1972年ミュンヘンオリンピックの東ドイツ選手団（1972ねんミュンヘンオリンピックのひがしドイツせんしゅだん）は、1972年8月26日から9月11日にかけて西ドイツのミュンヘンで開催された1972年ミュンヘンオリンピックの東ドイツ選手団、およびその競技結果。

## 概要
今大会は金メダル20個、銀メダル23個、銅メダル23個の合計66個のメダルを獲得した。

## メダル
| メダル | 選手名                                                                                          | 競技   | 種目                      |
| ------ | ----------------------------------------------------------------------------------------------- | ------ | ------------------------- |
| 金     | ペーター・フレンケル                                                                            | 陸上   | 男子20km競歩              |
| 金     | ヴォルフガング・ノルトウイック                                                                  | 陸上   | 男子棒高跳                |
| 金     | レナーテ・シュテヒャー                                                                          | 陸上   | 女子100m                  |
| 金     | レナーテ・シュテヒャー                                                                          | 陸上   | 女子200m                  |
| 金     | モニカ・ツェールト                                                                              | 陸上   | 女子400m                  |
| 金     | アンネリー・エアハルト                                                                          | 陸上   | 女子100mハードル          |
| 金     | ダグマル・ケスリング リタ・キューネ ヘルガ・サイドラー モニカ・ツェールト                       | 陸上   | 女子4×400mリレー          |
| 金     | ルート・フックス                                                                                | 陸上   | 女子やり投                |
| 金     | ローラント・マッテス                                                                            | 競泳   | 男子100m背泳ぎ            |
| 金     | ローラント・マッテス                                                                            | 競泳   | 男子200m背泳ぎ            |
| 銀     | シュテファン・ユンゲ                                                                            | 陸上   | 男子走高跳                |
| 銀     | イェルク・ドレーメル                                                                            | 陸上   | 男子三段跳                |
| 銀     | ヨッヘン・ザフゼ                                                                                | 陸上   | 男子ハンマー投            |
| 銀     | グンヒルト・ホフマイスター                                                                      | 陸上   | 女子1500m                 |
| 銀     | エベリン・カウファー クリスチーナ・ハイニッヒ ベーベル・シュトルッペルト レナーテ・シュテヒャー | 陸上   | 女子4×100mリレー          |
| 銀     | マルギッタ・グンメル                                                                            | 陸上   | 女子砲丸投                |
| 銀     | ヤケリーネ・トドテン                                                                            | 陸上   | 女子やり投                |
| 銀     | ローラント・マッチース クラウス・カッツル ハルトムート・フレックナー ルッツ・ウンガー           | 競泳   | 男子4×100mメドレーリレー  |
| 銀     | ロスヴィータ・バイヤー                                                                          | 競泳   | 女子100mバタフライ        |
| 銀     | コルネリア・エンダー                                                                            | 競泳   | 女子200m個人メドレー      |
| 銀     | アンドレア・アイフェ コルネリア・エンダー エルケ・ゼーミッシュ ガブリエレ・ヴェッツコ           | 競泳   | 女子4×100m自由形リレー    |
| 銀     | クリスティーネ・ヘルブスト レナーテ・フォーゲル ロスヴィータ・バイヤー コルネリア・エンダー     | 競泳   | 女子4×100mメドレーリレー  |
| 銅     | ハンス・ゲオルク・ライマン                                                                      | 陸上   | 男子20km競歩              |
| 銀     | ウーヴェ・ウンターヴァルダー トマス・フシュケ ハインツ・リヒター ヘルベルト・リヒター           | 自転車 | 男子4000m団体追い抜き     |
| 銀     | ヴェルナー・オット ユルゲン・ゲシュケ                                                           | 自転車 | 男子タンデムスプリント    |
| 銅     | ハルトムート・ブリーゼニク                                                                      | 陸上   | 男子砲丸投                |
| 銅     | グンヒルト・ホフマイスター                                                                      | 陸上   | 女子800m                  |
| 銅     | カリン・バルツァー                                                                              | 陸上   | 女子100mハードル          |
| 銅     | ブルクリンデ・ポラック                                                                          | 陸上   | 女子五種競技              |
| 銅     | ローラント・マッテス ヴィルフリート・ハーツング ペーター・ブルッホ ルッツ・ウンガー             | 競泳   | 男子4×100m自由形リレー    |
| 銅     | グートルーン・ヴェグナー                                                                        | 競泳   | 女子400m自由形            |
| 銅     | ユルゲン・シュッツェ                                                                            | 自転車 | 男子1000mタイムトライアル |